# 北辰寺 (郡上市)
北辰寺（ほくしんじ）は岐阜県郡上市美並町上田北辰寺山東麓にある曹洞宗の寺院。山号は萬方山。薬師堂に祀られている薬師如来像は下田薬師と呼ばれ、中部四十九薬師霊場の44番札所である。

## 歴史
天正9年(1581年)にこの地を訪れた武田信繁の次男、武田信豊により創建されたと伝えられている。開山は甲斐の僧侶大安宗樹であり、江戸時代には伝嗣院の末寺であった。
美並町史に記載されている異説では永禄2年（1559年）に東常慶の建立とある。